# بانک تجاری هامبورگ
بانک تجاری هامبورگ (انگلیسی: Hamburg Commercial Bank) شرکت خدمات مالی و بانکداری آلمانی است، که در سال ۲۰۰۳ تأسیس شد.